# Borgo Press
The Borgo Press war ein amerikanischer auf Science-Fiction, Fantasy und zugehörige Sekundärliteratur spezialisierter Kleinverlag.

## Geschichte
Der Verlag wurde 1975 von dem Bibliographen und Herausgeber Michael Burgess gegründet, der vor allem unter seinem Pseudonym Robert Reginald bekannt ist. Anfangs wurde der Vertrieb vom Verlag Newcastle Publishers übernommen, für den Burgess bis 1980 als Herausgeber arbeitete.
Burgess’ Frau Mary Burgess war ab 1976 Mitverlegerin.
1991 akquirierte Borgo Press Brownstone Books, The Starmont Contemporary Writers Series, Sidewinder Press und St. Willibrord’s Press und startete Burgess & Wickizer als Imprint.
1999 wurde der Verlag liquidiert, Bis zu diesem Zeitpunkt waren im Verlag über 300 Titel erschienen. 2003 wurde Borgo Press als Imprint von Wildside Press wiederbelebt, wobei Burgess als Herausgeber der dort erscheinenden Reihe fungierte.

## Reihen
Folgende Buchreihen erschienen bei Borgo Press:
- Bibliographies of Modern Authors
- Borgo Bioviews
- Borgo Cataloging Guides
- Borgo Literary Guides
- Borgo Political Scenarios
- Classics of Fantastic Literature
- Clipper Studies in the Theatre
- Essays on Fantastic Literature
- Great Issues of the Day
- I.O. Evans Studies in the Philosophy and Criticism of Literature
- Malcolm Hulke Studies in Cinema and Television
- Science Fiction Book Review Index
- SFRA Studies in Science Fiction
- Starmont Popular Culture Studies
- Starmont Reader’s Guide
- Starmont Reference Guide
- Starmont Studies in Literary Criticism
- Stokvis Studies in Historical Chronology and Thought
- The Borgo Reference Library
- The Milford Series: Popular Writers of Today